# ウニヴェルシタス (小惑星)
ウニヴェルシタス (905 Universitas) は小惑星帯に位置するS型小惑星で、フローラ族の軌道を公転している。ベルゲドルフのハンブルク天文台でアルノルト・シュヴァスマンによって発見された。
ハンブルク大学にちなんで命名された。